# 水滸傳·天命之誓
《水滸傳·天命之誓》是光榮株式會社於1989年推出的回合制策略遊戲，參照中國文學名著《水滸傳》為基礎來設計遊戲內容，並加入了若干的新元素。遊戲後來大量移植或復刻到各種平台上，而圖像及音效亦得到大幅的改善。

## 遊戲方式
遊戲採用回合制，以1127年金兵入侵大宋之前得到聖旨打敗奸臣高俅為目標。玩家需要不斷與接鄰的官兵及群豪戰鬥以擴充自己的版圖，涉及徵兵、練兵、打獵、耕種、買賣米糧獸皮、打造兵器、任命太守等細節，亦需要應付隨機發生於各屬地的天災人禍。

## 反響
多個媒體普遍對遊戲有正面的評價，《任天堂力量》（Nintendo Power）雖然對回合的步調有所保留，但是仍然認為玩家會喜歡它的深度、參與度和對細節的注重程度。《Compute!》雜誌則認為它是當時眾多回合制策略遊戲中，最完整和最有趣的一個遊戲，在1991年電腦推薦大獎（Compute Choice Awards）亦榜上有名。《電腦遊戲世界》於1996年將遊戲內的高俅評為「最令人印象深刻的壞蛋」的第十二位。

## 音樂

### CD
- 水滸伝・天命の誓い H29E-20003
- 光栄オリジナルBGM集Vol.2 信長の野望・戦国群雄伝/水滸伝・天命の誓い H27E-20008

## 外部連結
- 莫比游戏上的《水滸傳·天命之誓》（英文）
- 官方网站（日語）